# Felis silvestris chutuchta
Felis silvestris chutuchta es una subespecie de  mamíferos carnívoros  de la familia Felidae.

## Distribución geográfica
Se encuentra al sur de Mongolia.